# Trevor Cooper
Trevor Cooper (Londres, 21 de septiembre de 1953) es un actor inglés.

## Primeros años
Nacido el 21 de septiembre de 1953, Cooper estudió derecho en la Universidad de Kingston y se graduó con una maestría en derecho de la Universidad de Warwick. Enseñó durante dos años en la London South Bank University antes de convertirse en actor entrenándose en el Drama Studio London. Es conocido por retratar, en sus palabras, "tipos gordos y calvos".

## Carrera
Habiendo ganado un premio Carleton Hobbs en 1979, Cooper tuvo su primer papel principal en una producción radiofónica de 1980 de The File on Leo Kaplan. Cooper apareció en las películas The Whistle Blower y The Ruby in the Smoke. También es conocido por interpretar a Colin Devis en la serie de televisión Star Cops y a Gurth en la dramatización de Ivanhoe de la BBC de 1997. Sus otros papeles televisivos incluyen apariciones en A Very Peculiar Practice, El detective cantante, The Woman in Black, Our Friends in the North, Outnumbered, Ballot Monkeys, Doctor Who: Revelation of the Daleks, Doctors, Kingdom, Trial & Retribution, The Bill, Spooks, Vikings, Casualty, Wizards vs Aliens, The Wrong Mans y Inside No. 9 (" The Trial of Elizabeth Gadge"). También trabajó en la serie de obras de audio de Kaldor City y participó en Chimerica en el Harold Pinter Theatre en 2013.
En 2014, Cooper interpretó a Simeon Swann en la tercera temporada de la serie de ciencia y fantasía de CBBC Wizards vs Aliens. Cooper protagonizó junto a su hermano Paul el falso documental de la BBC Three de 2017, This Country. El programa también fue protagonizado, escrito y creado por, su sobrina y su sobrino, Daisy May y Charlie Cooper.
De 2017 a 2020, Cooper interpretó al sargento Aubrey Woolf en el drama de BBC One, Call the Midwife, y se fue después del segundo episodio de la Serie 9. Desde 2018, Cooper ha vuelto a interpretar el personaje del inspector de la ISPF Colin Devis en los dramas de audio continuos Star Cops de Big Finish Productions.